# Robert Augustus Toombs

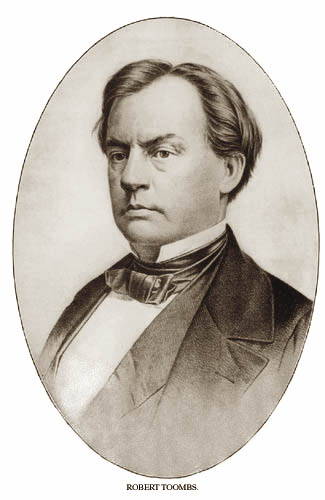
Robert Augustus Toombs

Robert Augustus Toombs (* 2. Juli 1810 in Washington, Georgia; † 15. Dezember 1885 ebenda) war ein US-amerikanischer Politiker und Brigadegeneral der Konföderierten Armee im Amerikanischen Bürgerkrieg. Er war einer der Gründerväter der Konföderierten Staaten von Amerika.

## Leben

### Herkunft und Werdegang
Robert Augustus Toombs war der Sohn des Baumwollpflanzers und Offiziers der Unabhängigkeitskriege, Robert Toombs, und seiner Frau Catherine, geb. Huling. Seinen zweiten Vornamen gebrauchte er kaum, gewöhnlich nannte er sich Bob Toombs. Mit dem Tod seines Vaters wurde Bob im Alter von fünf Jahren Halbwaise. Er besuchte eine örtliche Privatschule, danach das Franklin College (die spätere University of Georgia) in Athens, und machte 1828 seinen Schulabschluss am Union College in Schenectady (New York). 1829 studierte er an der University of Virginia Jura und wurde 1830 in Georgia als Rechtsanwalt zugelassen.
Am 18. Oktober 1830 heiratete er Julia DuBose, mit der er schon seit seiner Kindheit befreundet war. Aus der Ehe gingen drei Kinder hervor. Toombs wurde ein sehr erfolgreicher Anwalt und Plantagenbesitzer im heimatlichen Wilkes County. Seine Arbeit als Anwalt wurde – wie die seines Freundes Alexander H. Stephens – häufig durch das Bekleiden öffentlicher Ämter unterbrochen. Er wurde dadurch prominent und wohlhabend. Den Gewinn aus dem Anwaltsberuf investierte er in den Kauf von Land und Sklaven im Südwesten Georgias.

### Politische Laufbahn
Nachdem er 1836 im Krieg gegen die Creek-Indianer eine Georgia-Freiwilligenkompanie kommandiert hatte, ging er in die Politik. Er wurde 1837 in das Repräsentantenhaus von Georgia gewählt. Von 1837 bis 1840 und von 1842 bis 1844 war er Abgeordneter und wurde dort ein überzeugter Verteidiger der Interessen des Südens. Bald verließ er die Whig Party, um der Constitutional Union Party beizutreten. Von 1845 bis 1853 war er Abgeordneter im Repräsentantenhaus der Vereinigten Staaten. Er handelte die Unterstützung von Georgia für den Kompromiss von 1850 aus. 1852 wurde er in den US-Senat gewählt und 1858 wiedergewählt. Er wechselte 1856 zu den Demokraten und unterstützte 1860 John C. Breckinridge bei der Präsidentschaftswahl.
In der Krise um die Sezession unterstützte er zunächst den Crittenden-Kompromiss von 1860 bis 1861, doch als Mitglied des Ausschusses der dreizehn Senatoren für den Kompromiss erkannte er, dass die republikanischen Mitglieder des Kongresses keinen Kompromiss unterstützen würden, der die Sklaverei weiterhin erlaubte.

### Sezessionszeit
Weil Toombs die Sezession Georgias befürwortete, gab er am 4. Februar 1861 sein Senatsmandat auf. Als Mitglied der Versammlung zur Sezession von Georgia formulierte er das Manifest, das die Sezession rechtfertigte. Er wurde als Deputierter in den provisorischen Konföderiertenkongress in Montgomery gewählt. Dort wurde er Vorsitzender des Finanzausschusses, in dem er die Vorstellungen zur Besteuerung von Christopher Memminger unterstützte. Es war seine Idee, für konföderierte Anleihen den Exportzoll auf den Verkaufserlös von Baumwolle zu verpfänden. Er war gewillt, der Zentralregierung umfangreiche Befugnisse zur Schaffung einer effektiven Armee einzuräumen. Andererseits sah er aber keinen Grund, sich in die persönlichen oder die Besitzrechte der Leute einzumischen. Er war für das verfassungsgemäße Verbot von Verwendung von Geldmitteln für inländische Neuerungen verantwortlich. So verweigerte er beispielsweise alle Gelder für den Eisenbahnbau.
Toombs bemühte sich aktiv um die Präsidentschaft der Konföderierten Staaten. Doch verlor er die Wahl gegen Jefferson Davis und akzeptierte den Posten eines Außenministers in der provisorischen konföderierten Regierung. Er half die endgültige Verfassung der Konföderierten zu formulieren und war auch dafür verantwortlich, dass diese Verfassung viele konservative Elemente enthielt. Bald fühlte sich Toombs in seinem Amt überqualifiziert und unausgelastet. Auch wuchs in ihm die Verachtung darüber, wie der CS-Präsident die Kriegsanstrengungen der Konföderierten förderte und unterstützte. Deshalb trat er am 24. Juli 1861 von seinem Amt zurück. Im November 1861 wurde er für Georgia in den Senat der Konföderierten Staaten gewählt, allerdings erst im fünften Durchgang. Beleidigt verzichtete er daraufhin auf das Mandat.
Toombs trat der Georgia-Miliz bei und bekam als Brigadegeneral das Kommando über eine Brigade in Virginia. Sein kommandierender Offizier wurde General Daniel Harvey Hill. Als dieser Toombs nach der Schlacht am Malvern Hill (1. Juli 1862) wegen seiner taktischen Unfähigkeit kritisierte, forderte Toombs den General zum Duell, das jedoch nie stattfand. In der Schlacht am Antietam (17. September 1862) hielt sich Toombs gut, doch wurde er an der linken Hand verletzt. Weil man ihm die militärische Beförderung verweigerte, verließ er am 4. März 1863 die Armee wieder.
Toombs kehrte nach Georgia zurück und kandidierte 1863 für den Senat der Konföderation, verlor aber im dritten Durchgang die Wahl gegen Herschel Vespasian Johnson. 1864 wurde er Generalinspekteur der Georgia-Miliz. Die meiste Zeit verbrachte er mit ständigen Auseinandersetzungen mit den militärischen und politischen Führern des Staates. Gegen Ende des Krieges lebte er zunächst zu Hause in Georgia. Doch als er erfuhr, dass gegen ihn ein Haftbefehl der US-Justiz wegen Verrats im Zusammenhang mit der Ermordung von US-Präsident Abraham Lincoln vorlag, schwor er, sich nicht lebend fangen zu lassen. Am 12. Mai 1865 traf eine Einheit US-Soldaten an seinem Wohnsitz ein, um ihn zu verhaften. Während seine Frau vor dem Haus die Soldaten ablenkte, flüchtete er durch die Hintertür des Hauses auf eine benachbarte Farm. Mit einem von einem Freund geliehenen Pferd floh er dann monatelang kreuz und quer durch Georgia. Im August 1865 erklärte Toombs' Ehefrau, ihr Ehemann würde sich nur im Falle einer Begnadigung den militärischen Autoritäten stellen. Doch US-Präsident Andrew Johnson ordnete an, dass man Toombs bei Gefangennahme sofort zu internieren hätte. Als Toombs von dieser Anordnung erfuhr, begab er sich nach Mobile (Alabama). Von dort floh er am 4. November 1865 zuerst nach Kuba, dann über London nach Paris. Er kehrte erst wieder 1867 über Kanada nach Hause zurück, wo man ihn von allen Anklagepunkten freisprach. Um eine Amnestie des Kongresses hat er nie gebeten. Deshalb erhielt er auch als „unverbesserlicher“ Südstaatler seine Staatsbürgerschaft nicht zurück und konnte nie wieder ein öffentliches Amt übernehmen.

### Nachkriegszeit

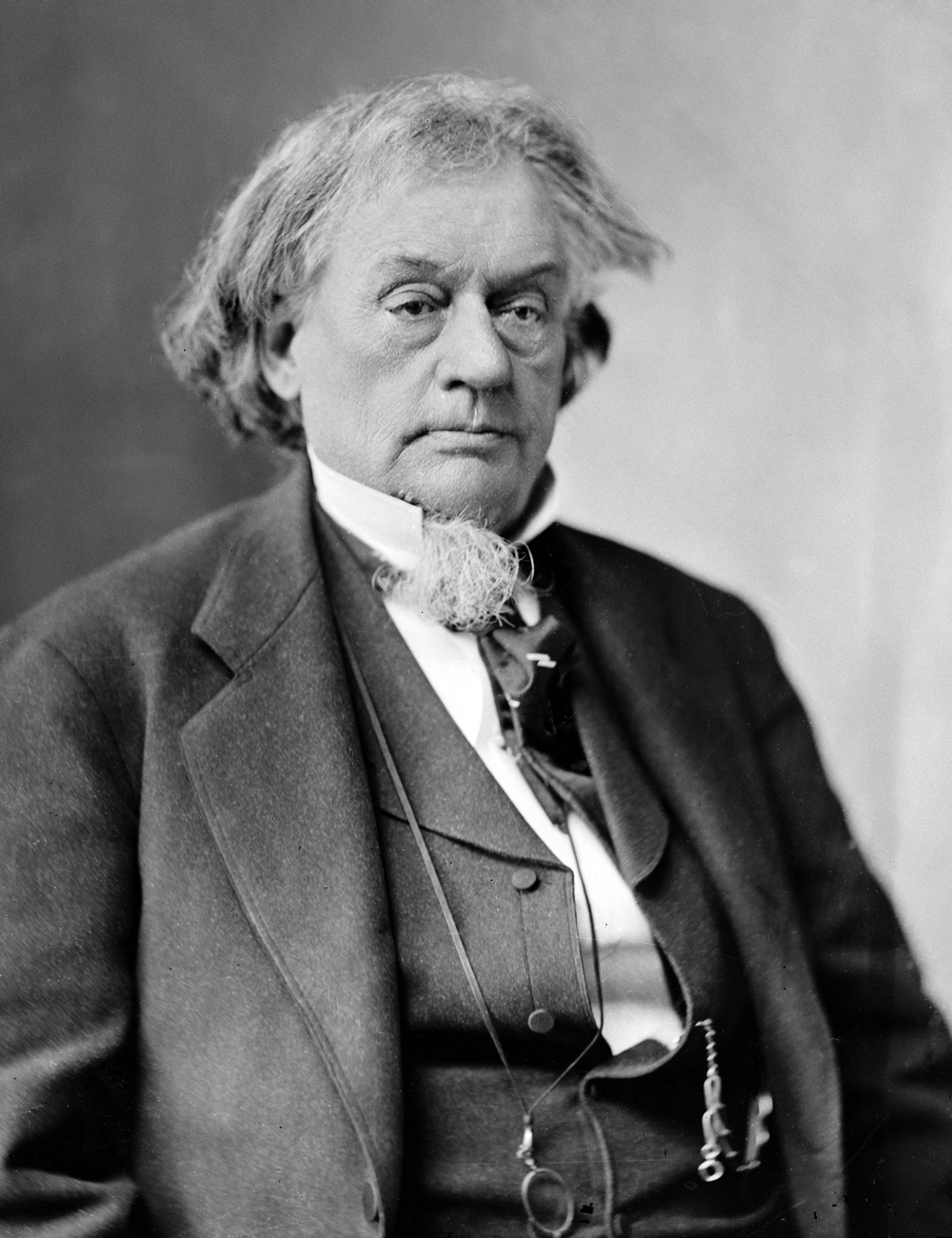
Robert Augustus Toombs, aufgenommen nach dem Ende des Sezessionskriegs

Zu Hause baute Toombs seine Anwaltskanzlei in seiner Heimatstadt Washington wieder auf und wurde erneut eine einflussreiche Person in der Gesellschaft seines Staates. Er war ein Gegner der Regierung, die von „Carpetbaggern“ genannten politischen Kriegsgewinnlern aus dem Norden geführt wurde, und unterstützte Rutherford B. Hayes bei seiner Wahl zum US-Präsidenten, weil er sich davon die Befreiung des Südens von dem, was er als Besetzung durch den Norden empfand, versprach. 1879 war er dabei behilflich, das Parlament von Georgia davon zu überzeugen, einen Ausschuss zur Regulierung der Eisenbahnfahrpreise zu schaffen. Seine letzten Lebensjahre waren von Erblindung, Altersschwäche und Alkoholismus gezeichnet (zu dem auch der Tod erst seines langjährigen Freundes Stephens und – nach längerer Krankheit – seiner Frau innerhalb weniger Wochen beigetragen haben mag). Toombs starb am 15. Dezember 1885 in Washington und wurde dort auf dem Rest-Haven-Friedhof begraben.

## Ehrungen
In Georgia wurde das aus Teilen des Montgomery County, des Emanuel County und des Tattnall County gebildete, am 18. August 1905 neu gegründete County Toombs County genannt.